# Le Monde Illustré
Le Monde Illustré va ser una revista principal d'actualitat il·lustrada del segle xix a França. Molts dels seus dibuixos summament realistes en realitat van ser fets de fotografies, alhora quan la reproducció fotogràfica en la impressió no era tècnicament factible.
Aquesta publicació va començar la seva llarga existència en 1857 per finalitzar-la en 1948 al fusionar-se per fi amb France illustration. Havent passat per algun període d'inoperància, ja que va desaparèixer a l'agost de 1914 tot i reaparèixer el 8 de maig de 1915. Va ser de la mateixa mida que la revista L'Illustration i no posseïa suplement.
Aquesta revista d'actualitat va comptar amb la col·laboració d'autors i artistes com ara Alexandre Dumas, Théophile Gautier, George Sand, Paul Féval, Gustave Doré o Cham, entre d'altres.
Le Monde Illustré és en molt similar al Illustrated London News.

## Gravatsilitografies

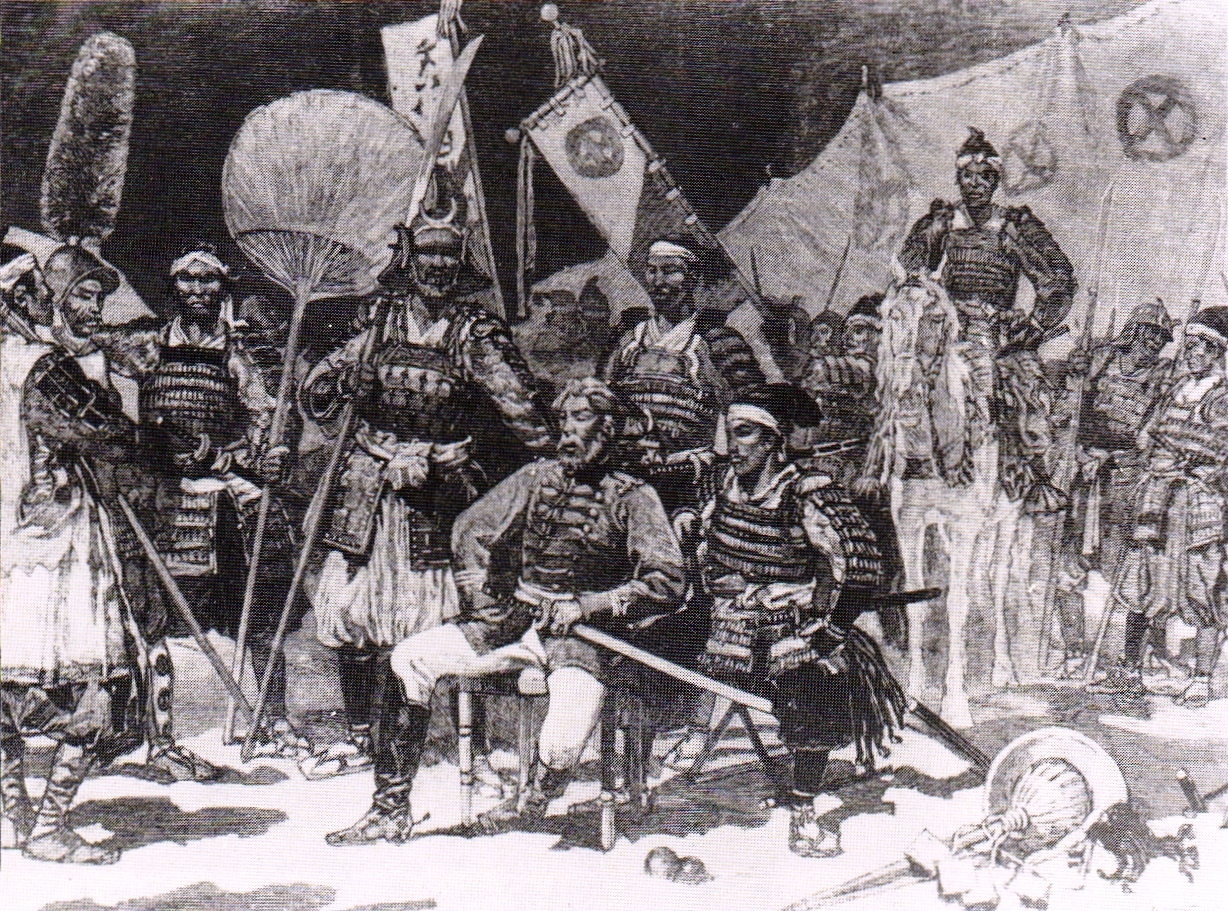
Saigo Takamori. Article a Le Monde Illustré, 1877.
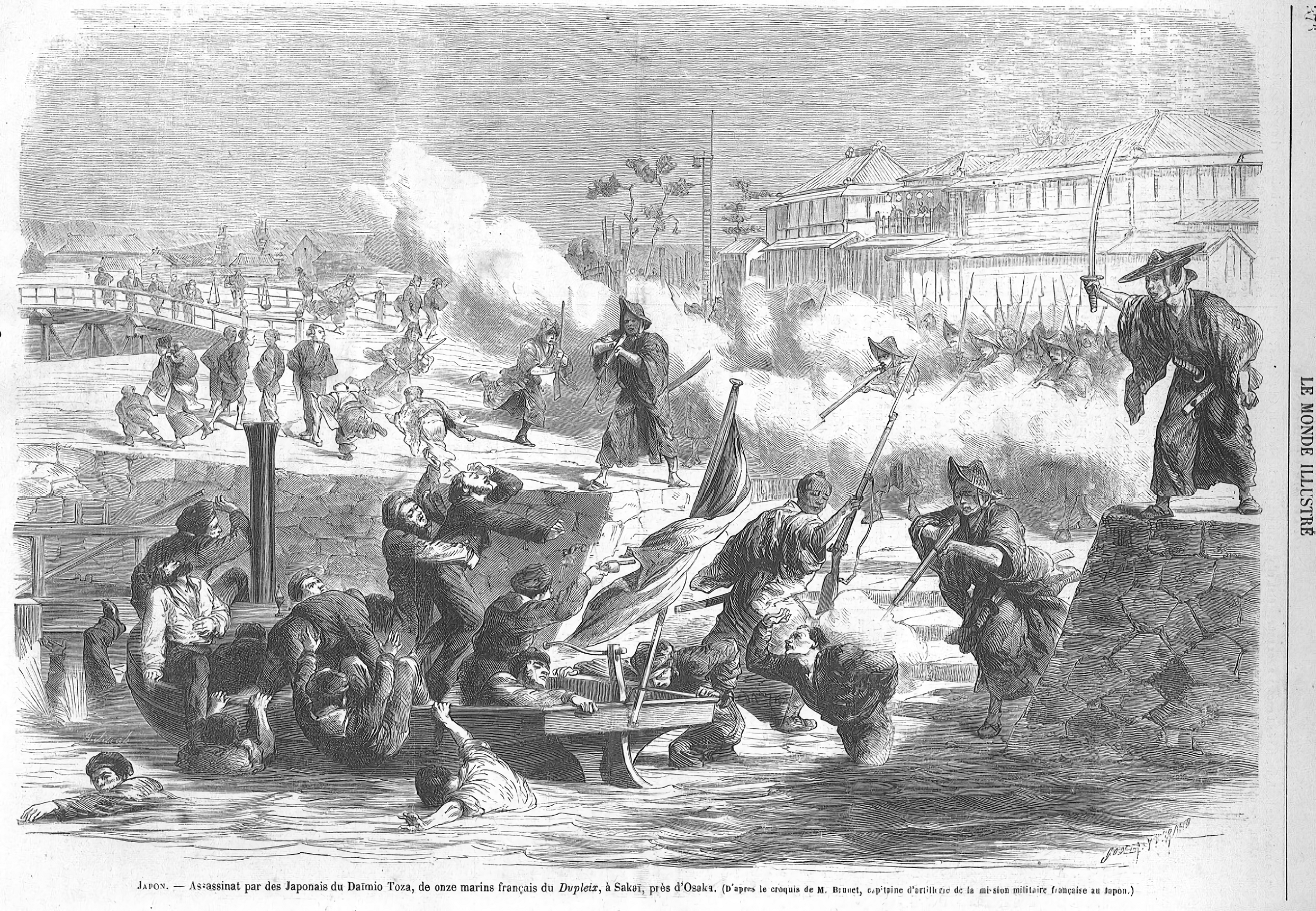
Incident de Sakai, Japó (堺事件). Le Monde Illustré, 1868.
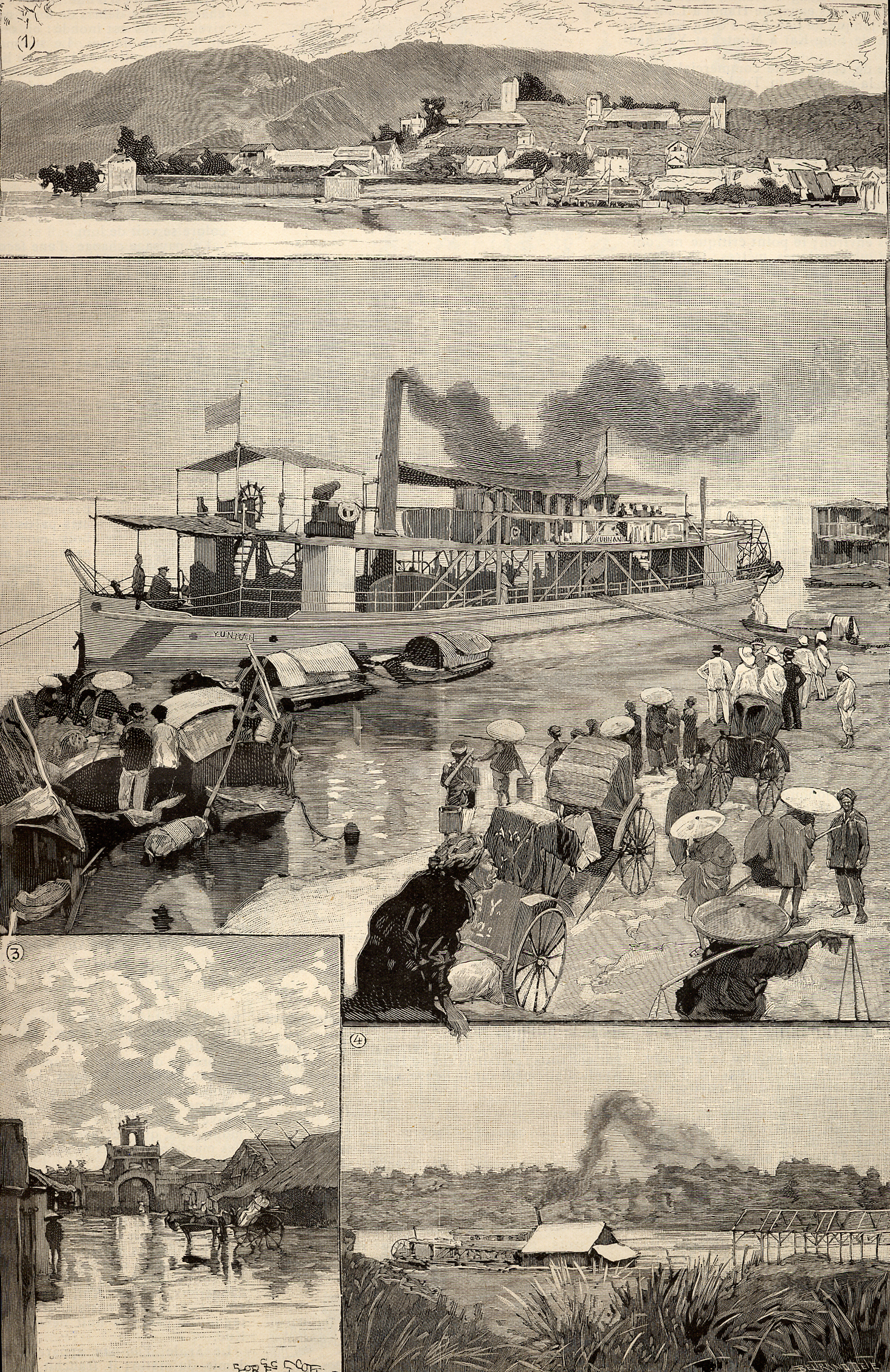
Colònies franceses en 1891. 1. Panorama de Lac-Kaï, en l'actual China. 2. Yun-nan, en Hanoi. 3. Carres de Hanoi. 4. Hanoi